# Klon hyrkański
Klon hyrkański (Acer hyrcanum Fisch.& C.A.Mey.) – gatunek drzew z rodziny mydleńcowatych (Sapindaceae). W obrębie rodzaju klasyfikowany do sekcji Acer. Występuje naturalnie w Bałkanach oraz Turcji, Libanie i wschodnim Iranie. Sprowadzony do Europy Zachodniej w 1865. 

## Morfologia
PokrójPokrój rozłożysty. Drzewo dorasta do 10 m wysokości i 6 m szerokości korony. Bardzo często posiada kilka pni. Ma gładką i ciemną brązowo-pomarańczową korę. Gałęzie mają jasnobrązową barwę.
LiścieLiście są podobne do klonu włoskiego, ale są bardziej głęboko klapowane. Mają 10 cm długości. Są 5-klapowe (niekiedy 3-klapowe). Ma płytkie ząbki. Od góry mają kolor zielony, natomiast od spodu niebiesko-zielony. Jesienią przebarwiają się na żółto.
KwiatyZebrane w krótkie kwiatostany. Mają zielonożółtą barwę.
OwoceOwocami są orzeszki. Mają długość 2,5 cm. Skrzydełka są prawie równoległe. Są zielone i błyszczące.

## Biologia
Występuje od 6A do 8B strefy mrozoodporności. Preferuje glebę suchą lub świeżą. Może rosnąć w glebie od żyznej do przeciętnej. Gleba ciężka lub rozluźniona. Może rosnąć zarówno w cieniu, jak i na pełnym nasłonecznieniu. Gleba od kwaśnej do obojętnej (5,6 – 6,5 Ph). Kwitnie w kwietniu.

## Zmienność
W obrębie tego gatunku oprócz podgatunku nominatywnego wyróżniono także 6 podgatunków:
- Acer hyrcanum subsp. intermedium (Pančić) Palam.
- Acer hyrcanum subsp. keckianum (Asch. & Sint. ex Pax) Yalt.
- Acer hyrcanum subsp. reginae-amaliae (Orph. ex Boiss.) E.Murray
- Acer hyrcanum subsp. sphaerocaryum Yalt.
- Acer hyrcanum subsp. stevenii (Pojark.) E.Murray
- Acer hyrcanum subsp. tauricolum (Boiss. & Balansa) Yalt.